# Zählröhre

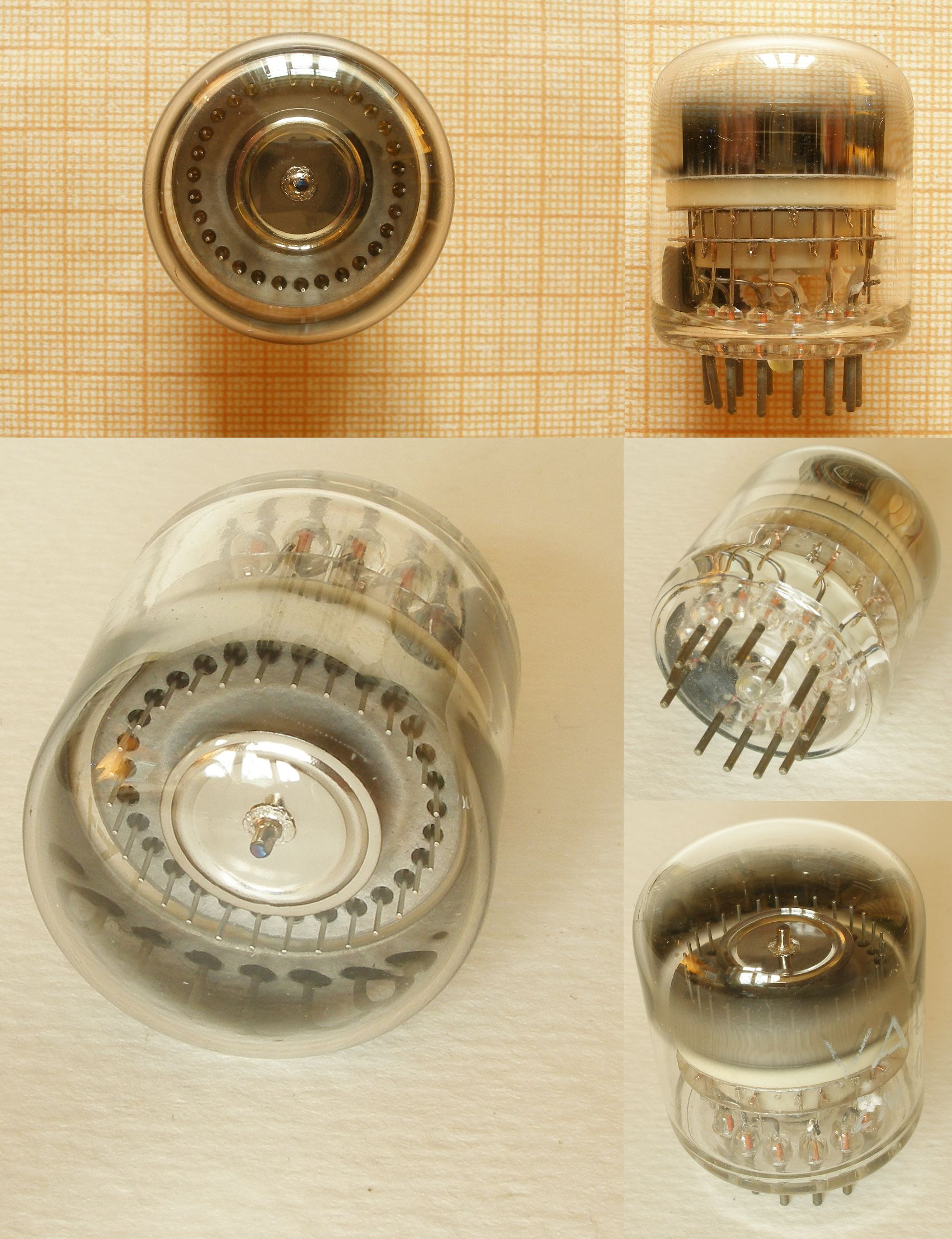
Dekatron ZM 1070 mit kreisförmig angeordneten Anzeige-Kathoden an der Oberseite

Eine Zählröhre, auch Dekatron genannt (weil sie meist eine Dekade zählen kann), ist eine spezielle Elektronenröhre mit Gasfüllung, die mithilfe von Glimmentladungen und deren negativem differenziellem Innenwiderstand zählen kann. Demgegenüber ist das Trochotron eine Vakuumröhre, die mittels Ablenkung eines Elektronenstrahles zählt (d. h., es ist eine Art Kathodenstrahlröhre). Zählröhren werden heute nicht mehr eingesetzt.
Die Zählröhre ist nicht zu verwechseln mit Anzeigeröhren zur Anzeige von Symbolen wie Ziffern oder Buchstaben.

## Zählröhren mit Glimmentladung

Ein Dekatron im Betrieb

Schematischer Aufbau eines Dekatrons

In der Regel sind in der Röhre zehn Glimm- und Anzeige-Kathoden untergebracht, die, voneinander durch Isolier-Einbauten getrennt, jedoch gemeinsam gespeist, einer Anode gegenüberstehen. Wenn an einer Hilfselektrode ein Triggerimpuls angelegt wird, wechselt eine Glimmentladung zwischen den Kathoden. Dabei springt die Entladung von einer Kathode zur nächsten.
Der Innenaufbau ist so gestaltet, dass immer nur eine Kathode leuchtet und die Entladung bei Triggerung in der vorgegebenen Reihenfolge wechselt. Ein Beispiel ist die von Valvo hergestellte Zählröhre vom Typ ZM 1070, sie kann mit bis zu 5 kHz zählen.
Manche dieser Röhren erfordern auch ein zusätzliches externes Flipflop.

## Zählröhren mit Kathodenstrahl

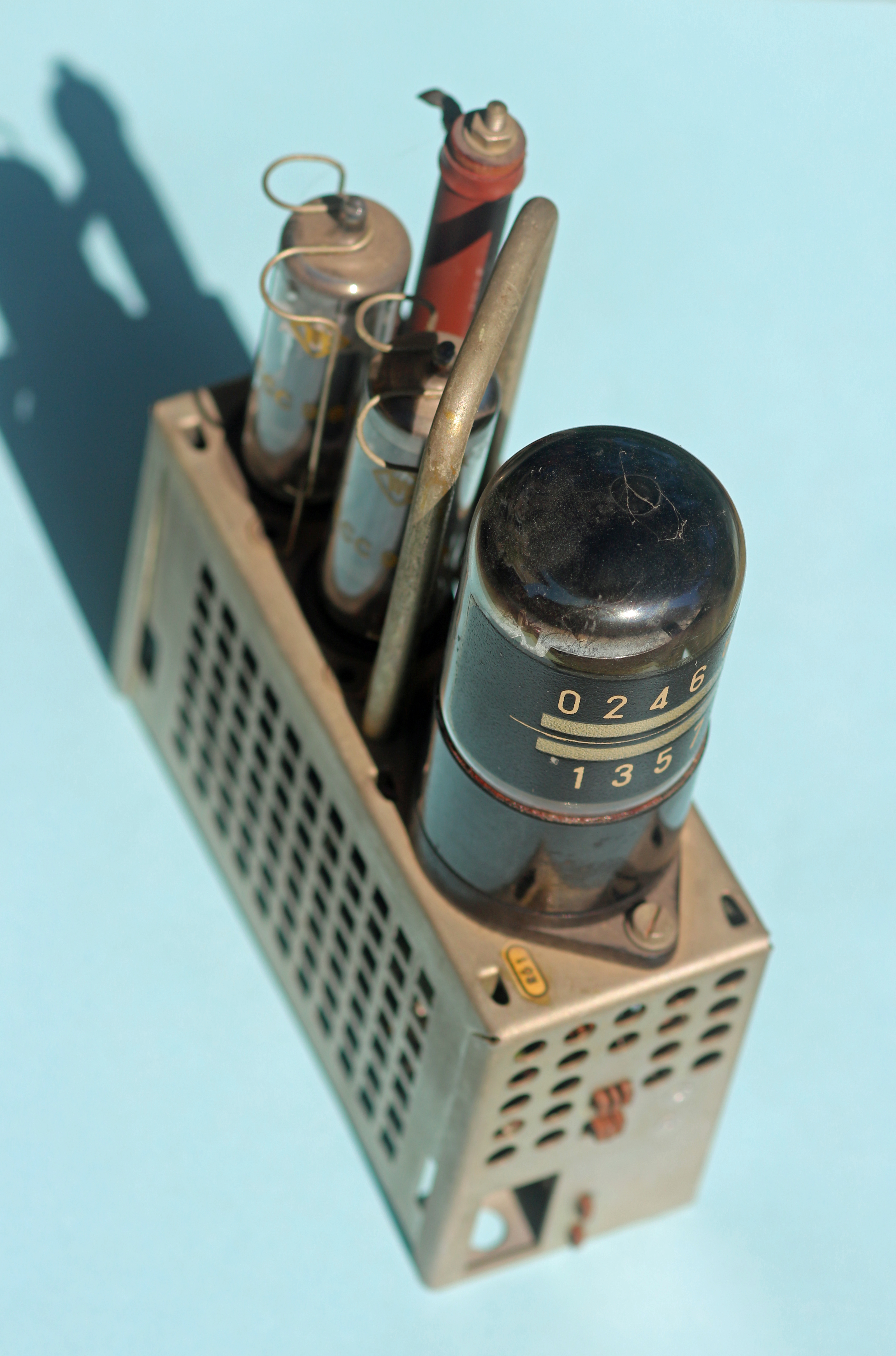
Zähler mit Kathodenstrahlzählröhre S10S1 (entspricht E1T) aus dem Funkwerk Erfurt

Solche Röhren werden auch als Trochotron bezeichnet. Sie zeigen ebenfalls an, jedoch ist dazu ein Fluoreszenz-Leuchtstoff erforderlich. Ein Beispiel ist der Typ E1T, die bis zehn zählen kann. Maximale Zählfrequenz ist 30 kHz. Die 6710 kann bis 10 kHz (unter geeigneten Bedingungen bis über 2 MHz) schnell zählen. Sie benötigt ein vorgeschaltetes Flipflop.

## Einsatz
Solche Zählröhren wurden unter anderem in frühen Computern (Harwell Dekatron), Zählern, Kurzzeitmessern und – zusammen mit Zählrohren – zur Ereigniszahl-Anzeige in Radioaktivitäts-Messgeräten eingesetzt.
Mehrere Röhren konnten zu mehrstelligen Zählern zusammengeschaltet werden. Manche können auch in beiden Richtungen zählen.